# Paul Delheid
Paul Charles Delheid (9 december 1909) was een Belgisch hockeyer.

## Levensloop
Delheid was actief bij RRC Bruxelles.
Daarnaast maakte hij deel uit van het Belgisch hockeyteam. Met de nationale ploeg nam hij onder meer deel aan de Olympische Zomerspelen van 1928 en 1936.